# Anton Sandner

Anton Sandner

Anton „Tonl“ Sandner (* 17. August 1906 in Graslitz, Österreich-Ungarn; † 13. März 1942 bei Leninskoje, UdSSR) war ein sudetendeutscher Politiker (NSDAP).

## Leben und Wirken
Nach dem Besuch der Volksschule und des Realgymnasiums in Graslitz, wo er 1925 die Matura erwarb, studierte er an Hochschulen in Berlin und Prag. Anschließend wurde er an der Hochschule für Leibesübungen in Berlin ausgebildet, wo er 1930 die Prüfung zum Diplom-Turn- und Sportlehrer ablegte. Außerdem nahm er an einem viersemestrigen akademischen Turn- und Sportlehrgang an der Friedrich-Wilhelm-Universität und an einem sechssemestrigen Turnlehrerbildungskurs an der Universität Prag teil die er 1930 bzw. 1931 abschloss.
Ab 1928 war Sandner am Aufbau der völkischen Turnbewegung im Sudetenland beteiligt: Zunächst war er Mitarbeiter des damaligen Verbandsturnwartes Konrad Henlein, dann Jugendführer des Deutschen Turnerverbandes und schließlicher Leiter der Sudetendeutschen Turnschule. Von 1930 bis 1937 übernahm Sandner die Leitung der körperlichen Erziehung der Hochschuljugend in der Turnerbewegung. 1932 erhielt er schließlich einen Lehrauftrag für die körperliche Erziehung an der Deutschen pädagogischen Akademie in Prag. Ebenfalls seit 1932 war Sandner Lektor für Leibesübungen an der Universität und Deutschen technischen Hochschule in Prag, bevor er 1937 zum Leiter der Turnschule in Asch ernannt wurde. 
Nach der Angliederung der Sudetengebiete durch das Deutsche Reich im Oktober 1938 wurde Sandner im November 1938 zum Sportwart des Sudetengaues DRL und zum Sportreferent der SA-Gruppe Sudeten (Standartenführer) sowie zum Ausbildungsleiter der Partei im Sudetengau ernannt. Außerdem saß er von 1938 bis zu seinem Tod 1942 als Abgeordneter für das Sudetenland im nationalsozialistischen Reichstag. Sein Mandat wurde anschließend bis Kriegsende von Anton Lutz weitergeführt.
Sandner starb im März 1942 als Teilnehmer des Zweiten Weltkrieges.

## Schriften
- Die Leibeserziehung der Mannesjugend, Karlsbad 1934.
- Die Neugestaltung des deutschen Turnens – das Werk Konrad Henleins, Gablonz a.N. 1938.